# 米格达迪耶炸弹袭击
米格达迪耶炸弹袭击發生在2016年2月29日，位于伊拉克东部的迪亚拉省发生自杀式炸弹袭击。事件发生在米格达迪耶一个什叶派穆斯林民兵战斗人员的葬礼中，造成至少40人死亡，58人受伤。根据SITE监测组织在推特上的声明，控制着伊拉克北部和西部大片地区的极端逊尼派组织伊斯兰国宣称对此次爆炸负责。此次事件中，四名来自阿萨伊卜·阿赫勒·哈克（Asaib Ahl al-Haq）民兵组织和两名来自巴德尔（Badr）组织的指挥官被杀害，这可能会进一步加剧该省的宗派紧张局势。